# Науру на Светском првенству у атлетици на отвореном 1983.
Науру је учествовао на 1. Светском првенству на отвореном 1983. одржаном у Хелсинкију, Финска, од 7. до 14. августа.
На првенству у Хелсинкију Науру је  представљао један атлетичар који се такмичио у у трци на 100 метара.
Науру није  освојио ниједну медаљу, нити је оборен неки рекорд.

## Резултати

### Мушкарци
| Атлетичар     | Дисциплина | Лични рекорд | Квалификације | Квалификације | Четвртфинале | Четвртфинале | Полуфинале | Полуфинале | Финале   | Финале       | Детаљи |
| Атлетичар     | Дисциплина | Лични рекорд | Резултат      | Место         | Резултат     | Место        | Резултат   | Место      | Резултат | Место        | Детаљи |
| ------------- | ---------- | ------------ | ------------- | ------------- | ------------ | ------------ | ---------- | ---------- | -------- | ------------ | ------ |
| Joske Teabuge | 100 м      |              | 12,20 ЛР      | 8. у гр. 2    |              |              |            |            |          | 64 / 65 (67) |        |